# Guy N'dy Assembé
Guy Roland N'dy Assembé (Yaundé, Camerún, 28 de febrero de 1986) es un futbolista camerunés naturalizado francés que se desempeña como guardameta. Actualmente milita en el US Boulogne del Championnat National, tercera división francesa.

## Selección nacional
Ha sido internacional con la selección de fútbol de Camerún en 16 ocasiones y fue convocado para afrontar la Copa del Mundo de 2010 en Sudáfrica.

### Participaciones en Copas del Mundo
| Mundial                        | Sede      | Resultado      | Partidos | Goles |
| ------------------------------ | --------- | -------------- | -------- | ----- |
| Copa Mundial de Fútbol de 2010 | Sudáfrica | Fase de grupos | 0        | 0     |

### Participaciones en Copas Africanas
| Copa                           | Sede              | Resultado        | Partidos | Goles |
| ------------------------------ | ----------------- | ---------------- | -------- | ----- |
| Copa Africana de Naciones 2010 | Angola            | Cuartos de final | 0        | 0     |
| Copa Africana de Naciones 2015 | Guinea Ecuatorial | Fase de grupos   | 0        | 0     |

## Clubes
| Club                     | País    | Año       |
| ------------------------ | ------- | --------- |
| FC Nantes                | Francia | 2007-2011 |
| Valenciennes FC (cedido) | Francia | 2009-2010 |
| AS Nancy                 | Francia | 2011-2019 |
| EA Guingamp (cedido)     | Francia | 2013-2014 |
| US Boulogne              | Francia | 2020-     |

## Palmarés

### Campeonatos nacionales
| Título          | Club        | País    | Año  |
| --------------- | ----------- | ------- | ---- |
| Copa de Francia | EA Guingamp | Francia | 2014 |
| Ligue 2         | AS Nancy    | Francia | 2016 |